# Бруксайд (Алабама)
Бруксайд (англ. Brookside) — місто (англ. town) в США, в окрузі Джефферсон штату Алабама. Населення — 1253 особи (2020).

## Географія
Бруксайд розташований за координатами 33°38′18″ пн. ш. 86°53′53″ зх. д. / 33.63833° пн. ш. 86.89806° зх. д. (33.638265, -86.898180).  За даними Бюро перепису населення США в 2010 році місто мало площу 16,61 км², з яких 16,59 км² — суходіл та 0,03 км² — водойми.

## Демографія
Згідно з переписом 2010 року, у місті мешкали 1363 особи в 521 домогосподарстві у складі 381 родини. Густота населення становила 82 особи/км².  Було 577 помешкань (35/км²).
Расовий склад населення:
| - 79,5 % — білих - 18,5 % — чорних або афроамериканців - 0,3 % — корінних американців - 0,1 % — азіатів |

До двох чи більше рас належало 1,4 %. Частка іспаномовних становила 0,7 % від усіх жителів.
За віковим діапазоном населення розподілялося таким чином: 25,5 % — особи молодші 18 років, 63,1 % — особи у віці 18—64 років, 11,4 % — особи у віці 65 років та старші. Медіана віку мешканця становила 38,0 року. На 100 осіб жіночої статі у місті припадало 88,0 чоловіків;  на 100 жінок у віці від 18 років та старших — 88,7 чоловіків також старших 18 років.
Середній дохід на одне домашнє господарство  становив 45 835 доларів США (медіана — 34 554), а середній дохід на одну сім'ю — 51 401 долар (медіана — 38 917). Медіана доходів становила 41 848 доларів для чоловіків та 31 750 доларів для жінок. За межею бідності перебувало 19,2 % осіб, у тому числі 33,1 % дітей у віці до 18 років та 13,1 % осіб у віці 65 років та старших.
Цивільне працевлаштоване населення становило 448 осіб. Основні галузі зайнятості: освіта, охорона здоров'я та соціальна допомога — 19,9 %, мистецтво, розваги та відпочинок — 14,7 %, виробництво — 13,2 %.